# Vitgumpad skriktrast
Vitgumpad skriktrast (Turdoides leucopygia) är en fågel i familjen fnittertrastar inom ordningen tättingar.

## Utseende
Vitgumpad skriktrast är en medelstor (25–27 cm) skriktrast med rätt varierande kallt gråbrun fjäderdräkt, men vit på nedre delen av buken, övergumpen, hakan och ansiktet. På bröstet syns ett fjällaktigt mönster. Ögat är rött med en gul inre ögonring, medan näbben är svart och benen skiffergrå.

## Utbredning och systematik
Vitgumpad skriktrast delas in i fem underarter:
- Turdoides leucopygia limbata – förekommer i östligaste Sudan, västra Eritrea och nordvästra Etiopien
- Turdoides leucopygia leucopygia – förekommer i östra Eritrea och nordvästra Etiopien
- Turdoides leucopygia omoensis – förekommer i västra och sydvästra Etiopien samt sydöstra Sydsudan
- Turdoides leucopygia lacuum – förekommer i centrala etiopiska riftdalen
- Turdoides leucopygia smithii – förekommer från nordvästra Somalia till östra och sydöstra Etiopien

## Levnadssätt
Vitgumpad skriktrast hittas i stenig terräng i lägre bergstrakter med öppen skog, generellt 1250–2450 meter över havet, i Eritrea lägre. Den kan också ses i täta buskage och undervegetation utmed städsegrön skog, i träd utmed floder, vassbälten och buskmarker i odlingsbygd. Fågeln påträffas som andra skriktrastar vanligen i familjegrupper, denna art om sex till åtta fåglar. Den födosöker huvudsakligen på marken, troligen efter ryggradslösa djur, bär och frön.

### Häckning
Fågeln häckar i augusti i Somalia, i Etiopien november–december och igen i februari–juni. Boet är en slarvigt konstruerad stor skål av rötter, gräs, kvistar och löv. Det placeras i en trädklyka eller tät buske. Däri lägger den två till fyra turkosblå ägg.

## Status
Arten har ett stort utbredningsområde och beståndet anses stabilt. Internationella naturvårdsunionen IUCN listar den därför som livskraftig (LC).